# Puyrenier
Puyrenier (okzitanisch Puei Rainier) ist eine Ortschaft und eine Commune déléguée in der französischen Gemeinde Mareuil en Périgord mit 55 Einwohnern (Stand: 1. Januar 2022). Sie gehört zum Arrondissement Nontron im Département Dordogne in der Region Nouvelle-Aquitaine. Zuständiger Gemeindeverband war die Communauté de communes Dronne et Belle. Das Gebiet der Commune déléguée bildet einen Teil des Regionalen Naturparks Périgord-Limousin.

## Etymologie
Puyrenier, oft auch Puyrénier geschrieben, okzitanisch Puei Rainier,  leitet sich ab von puy (Hügel) und dem germanischen Vornamen Rainier (bzw. Rainer, angeblich abgeleitet von Ragin-hari). Der Ort bietet von seiner Hügellage  einen schönen Ausblick nach Nordost.

## Geographie
Die Gemeinde Puyrenier wurde von folgenden Gemeinden umgeben:
|                         | Les Graulges                                | Beaussac                 |
| Sainte-Croix-de-Mareuil | Kompassrose, die auf Nachbargemeinden zeigt | Rudeau-Ladosse           |
| Mareuil                 |                                             | Saint-Sulpice-de-Mareuil |

Die Commune déléguée besteht neben dem Ortskern mit dem Schloss, dem Château de Bellevue, aus folgenden Geländepunkten, Weilern, Gehöften sowie einem weiteren Schloss:
Champellat, Château de la Combe, Chez Picou, Croix d'Agneau, La Borderie (Ruinen), La Meynardie, La Meyrie, Lacaud, Les Bailles, Les Landes, Les Vergnes, Matassia, Nanchères, Nardouillères, Pont du Râteau und Ségélard.
Der topographisch tiefste Punkt im Gebiet der Commune déléguée mit 105 Meter über dem Meer liegt an der Nizonne bei Lacaud, der Fluss verlässt hier die Commune déléguée Puyrenier. Der höchste Punkt mit 203 Meter befindet sich auf einem Nordwest-Südost-streichenden Höhenzug zirka 1 Kilometer westlich des Ortskerns. Die maximale Höhendifferenz beträgt somit 98 Meter.

### Verkehrsanbindung
Entlang der Ostgrenze des früheren Gemeindegebiets führt die D 93 von Beaussac nach Mareuil bzw. Vieux-Mareuil. Der Ortskern selbst kann über Kommunalstraßen von Mareuil (entweder direkt oder über die D 708), Les Graulges und Beaussac aus erreicht werden.

## Hydrographie
Die Commune déléguée Puyrenier grenzt im Norden an die in westnordwestlicher Richtung fließende Nizonne. Östlich des Ortskerns verläuft ein 2 Kilometer langes Trockental in nördlicher Richtung, es mündet bei Le Moulin d'Aucors (Commune déléguée Beaussac) in die Nizonne. Ein weiteres, nur zeitweilig Wasser führendes Tal bildet die Südwestgrenze zu Mareuil und Sainte-Croix-de Mareuil, es mündet nach 3 Kilometern im Nordwesten unterhalb von Lacaud ebenfalls in die Nizonne.
Die Nizonne gehört zum Flusssystem Isle-Dronne.

## Geologie

Geologische Karte von Mareuil en Périgord. Puyrenier liegt im oberen westlichen Abschnitt.

Die Commune déléguée Puyrenier wird vollständig von oberkreidezeitlichen Sedimenten des nordöstlichen Aquitanischen Beckens unterlagert. Die Schichtenfolge gehört zum Nordflügel der Combiers-Saint-Crépin-de-Richemont-Synklinale. Die Schichten streichen Nordwest-Südost und fallen mit 10° leicht nach Südwesten ein.
Unterstes  aufgeschlossenes Schichtglied sind die obersten Lagen  des Angoumiens (Rudistenkalke des Oberturons – Formation c3c). Sie säumen das linke Ufer der Nizonne. Darüber folgen harte, kristalline Kalke des Coniaciums (Formation c4). Über das Coniacium legt sich Unteres und Oberes Santonium - graue, Glaukonit-führende Kalke und Mergelkalke mit Austernschill (Formationen c5a und c5b-c). Die Grenze zwischen Unter- und Obersanton verläuft durch den Ortskern.
Die Oberkreidesedimente werden bei La Meynardie und bei Croix d'Agneau von pleistozänem Kolluvium verhüllt, welches aus Sanden des Santoniums hervorgegangen ist  (Formation ACC). Die Talungen der Nizonne werden von holozänem Alluvialboden verfüllt (Formation K).

## Ökologie

### Naturpark
Die Commune déléguée Puyrenier ist seit 1998 ein integraler Bestandteil des Regionalen Naturparks Périgord-Limousin.

### Schutzgebiete
In Puyrenier finden sich dreierlei Schutzgebiete, die alle der Talniederung der Nizonne folgen:

#### Schutzgebiet des Typus 1

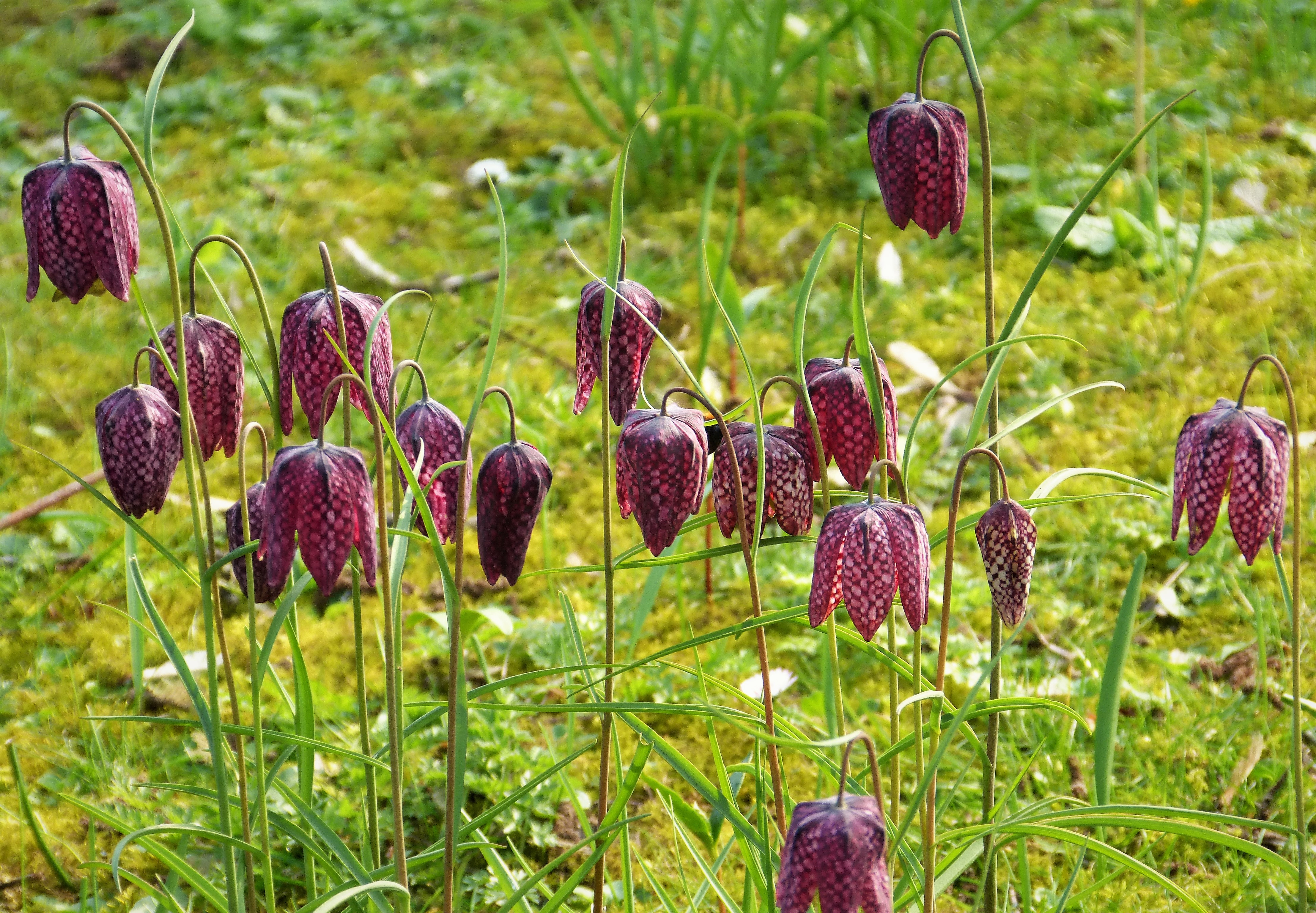
Schachblume (Fritillaria meleagris)

Das Schutzgebiet des Typus 1 (ZNIEFF – Französisch zone naturelle d'interêt écologique, faunistique et floristique des Typus 1) folgt dem gesamten Verlauf der Nizonne, bildet aber nur ein schmales Band mit 35 Hektar Gesamtfläche. Es wird  als Marais alcalins de la vallée de la Nizonne (alkalische Sümpfe des Nizonne-Tals) bezeichnet. In ihnen leben 12 charakteristische Tierarten: Helm-Azurjungfer (Coenagrion mercuriale), Kreuzenzian-Ameisenbläuling (Phengaris rebeli), Heller Wiesenknopf-Ameisenbläuling (Phengaris teleius), Europäische Sumpfschildkröte (Emys orbicularis), Gekielter Flussfalke (Oxygastra curtisii), Großer Feuerfalter (Lycaena dispar), Stromtal-Wiesenvögelchen (Coenonympha oedippus), Französische Keiljungfer (Gomphus graslinii), Fischotter (Lutra lutra), Europäischer Laubfrosch (Hyla arborea), Marmormolch (Triturus marmoratus) und Europäischer Nerz (Mustela lutreola). Hinzu kommen die typischen 5 Pflanzenarten Schachblume (Fritillaria meleagris), Lungen-Enzian (Gentiana pneumonanthe), Gelbe Wiesenraute (Thalictrum flavum), Gewöhnliches Pfeilkraut (Sagittaria sagittifolia) und Verkannter Wasserschlauch (Utricularia australis).
Insgesamt treten jedoch noch 160 weitere Tierarten und 156 Pflanzenarten auf.

#### Schutzgebiet des Typus 2

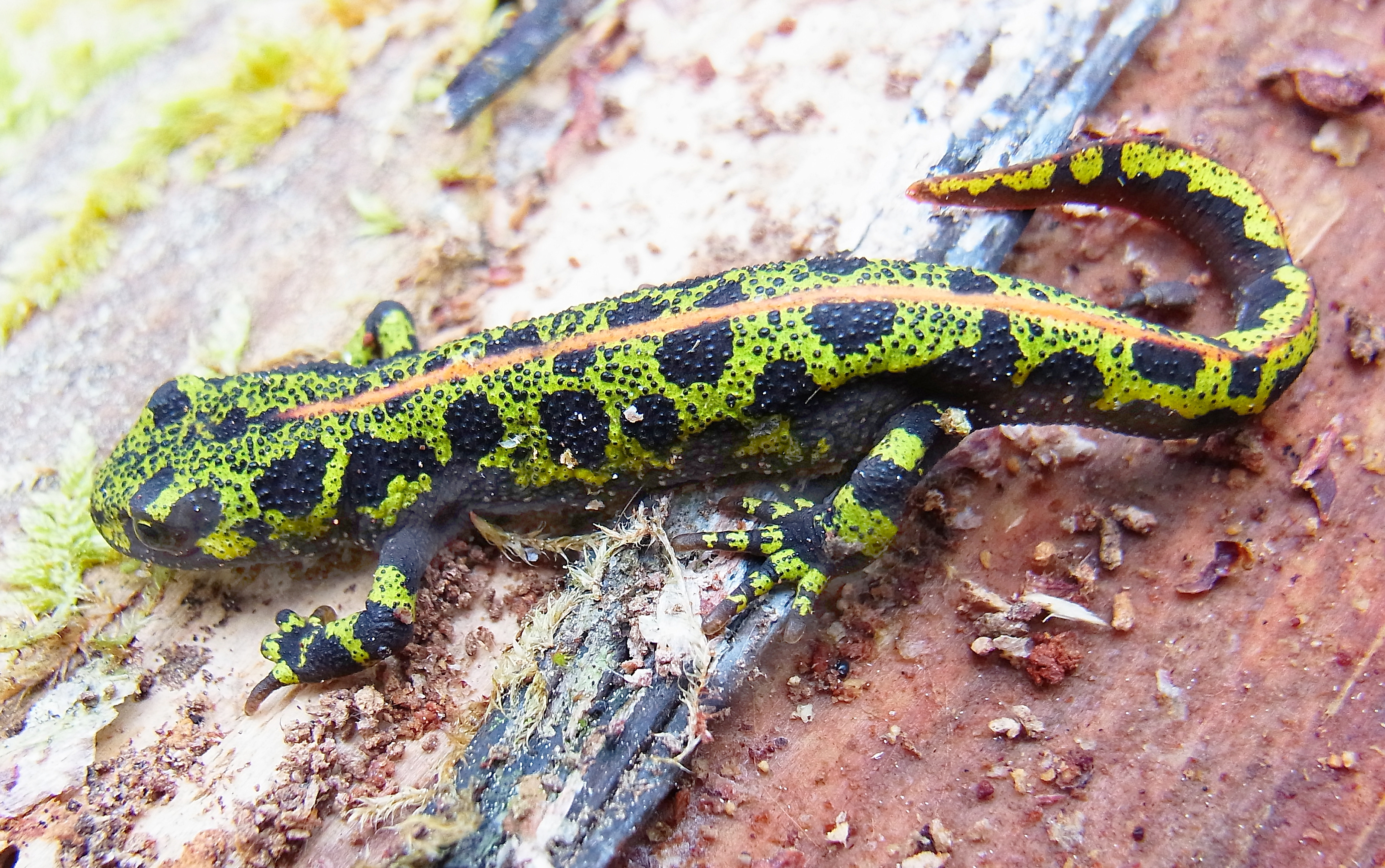
Marmormolch (Triturus marmoratus)

Das Schutzgebiet des Typus 2 (ZNIEFF des Typus 2) betrifft ebenfalls den Lauf der Nizonne (ausgewiesen als Vallée de la Nizonne).
Die angetroffene Fauna setzt sich aus 250 Tierarten zusammen, von denen 30 charakteristisch sind – darunter 20 Säugetierarten, 7 Insektenarten (davon 4 Schmetterlinge), 2 Amphibienarten und eine Schildkrötenart.
Neben den unter Typus 1 bereits angeführten Arten sind für den Typus 2 insgesamt 18 Fledermausarten von Bedeutung: Mopsfledermaus (Barbastella barbastellus), Großes Mausohr (Myotis myotis), Große Hufeisennase (Rhinolophus ferrumequinum), Langflügelfledermaus  (Miniopterus schreibersii), Kleine Bartfledermaus (Myotis mystacinus), Wimperfledermaus (Myotis emarginatus), Bechsteinfledermaus (Myotis bechsteinii), Wasserfledermaus (Myotis daubentonii), Fransenfledermaus (Myotis nattereri), Großer Abendsegler (Nyctalus noctula),  Kleiner Abendsegler (Nyctalus leisleri), Graues Langohr (Plecotus austriacus),  Braunes Langohr (Plecotus auritus), Kleines Mausohr (Myotis blythii), Kleine Hufeisennase (Rhinolophus hipposideros), Weißrandfledermaus (Pipistrellus kuhlii), Rauhautfledermaus (Pipistrellus nathusii) und Breitflügelfledermaus (Eptesicus serotinus).
Die Flora zeichnet sich durch mehr als 200 Pflanzenarten aus, wovon 9 als charakteristisch angesehen werden. Neben den unter Typus 1 bereits erwähnten Arten Schachblume, Gelbe Wiesenraute, Lungen-Enzian und Verkannter Wasserschlauch sind dies Graues Sonnenröschen (Helianthemum canum), Lockerblütiges Knabenkraut (Anacamptis laxiflora), Nizza-Mauerpfeffer (Sedum sediforme),  Arenaria controversa und Wald-Simse (Scirpus sylvaticus).

#### Natura 2000

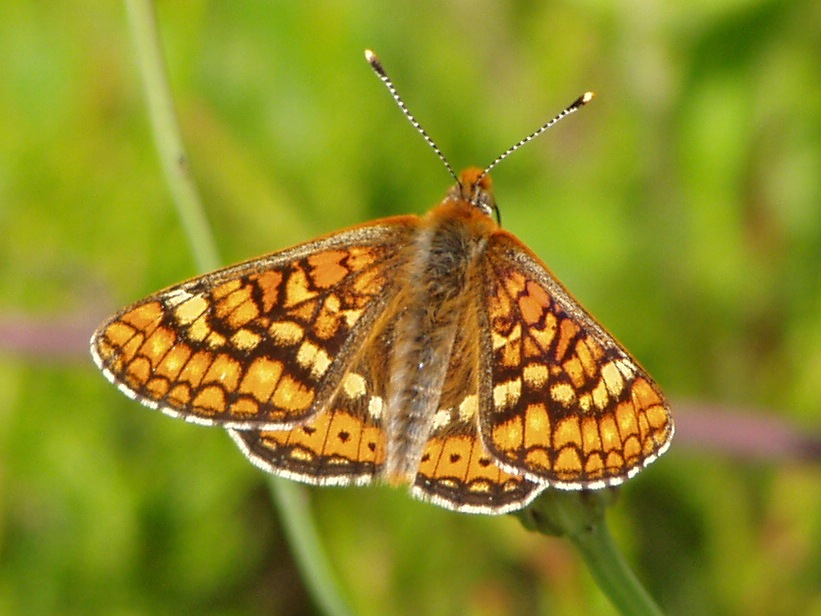
Skabiosen-Scheckenfalter (Euphydryas aurinia)

Das Nizonnetal fällt außerdem unter Natura 2000. Gemäß der Richtlinie 92/43/EWG werden 20 Tierarten hier unter Anhang-II geschützt. Darunter 10 Säugetierarten mit allein 8 Fledermäusen, 7 Insektenarten, 2 Fischarten und eine Schildkröte. Zu den bereits unter dem Typus 1 aufgeführten Insekten kommt noch der Skabiosen-Scheckenfalter (Euphydryas aurinia) hinzu. Die beiden Fischarten sind die Scheldegroppe (Cottus perifretum) und das Bachneunauge (Lampetra planeri). Als Schildkröte fungiert die Europäische Sumpfschildkröte (Emys orbicularis).

## Geschichte
In der Commune déléguée Puyrenier stand einst ein Dolmen aus der Megalithkultur, das als Pierre Tournante bezeichnet wurde, von dem aber nichts mehr erhalten geblieben ist.
Ältestes erhaltenes Bauwerk in Puyrenier ist das Château de Bellevue aus dem Siebzehnten Jahrhundert.
Die Gemeinde Puyrenier wurde mit Wirkung vom 1. Januar 2017 mit den Gemeinden Champeaux-et-la-Chapelle-Pommier, Les Graulges, Léguillac-de-Cercles, Mareuil, Monsec, Beaussac, Saint-Sulpice-de-Mareuil und Vieux-Mareuil zur Commune nouvelle Mareuil en Périgord zusammengeschlossen und verfügt seither dort über den Status einer Commune déléguée. Sie gehörte zum Kanton Brantôme.

## Bevölkerungsentwicklung
| Jahr | Einwohner |  |
| 1962 | 68        |  |
| 1968 | 58        |  |
| 1975 | 63        |  |
| 1982 | 52        |  |
| 1990 | 62        |  |
| 1999 | 55        |  |
| 2006 | 59        |  |
| 2008 | 61        |  |
| 2011 | 57        |  |
| 2016 | 57        |  |
| 2019 | 54        |  |

Quelle: INSEE
Die Bevölkerung Puyreniers war im Vergleich zu 1962 unter starken Schwankungen rückläufig.

## Sehenswürdigkeiten
- Schloss Bellevue, aus dem 17. Jahrhundert
- Ortskapelle Saint-Jean aus dem 16. Jahrhundert
- Château de la Combe aus dem 17. und 18. Jahrhundert, Sitz der Adelsfamilie Maillard
- Château de Lacaut (oder Lacaud), erwähnt 1904.

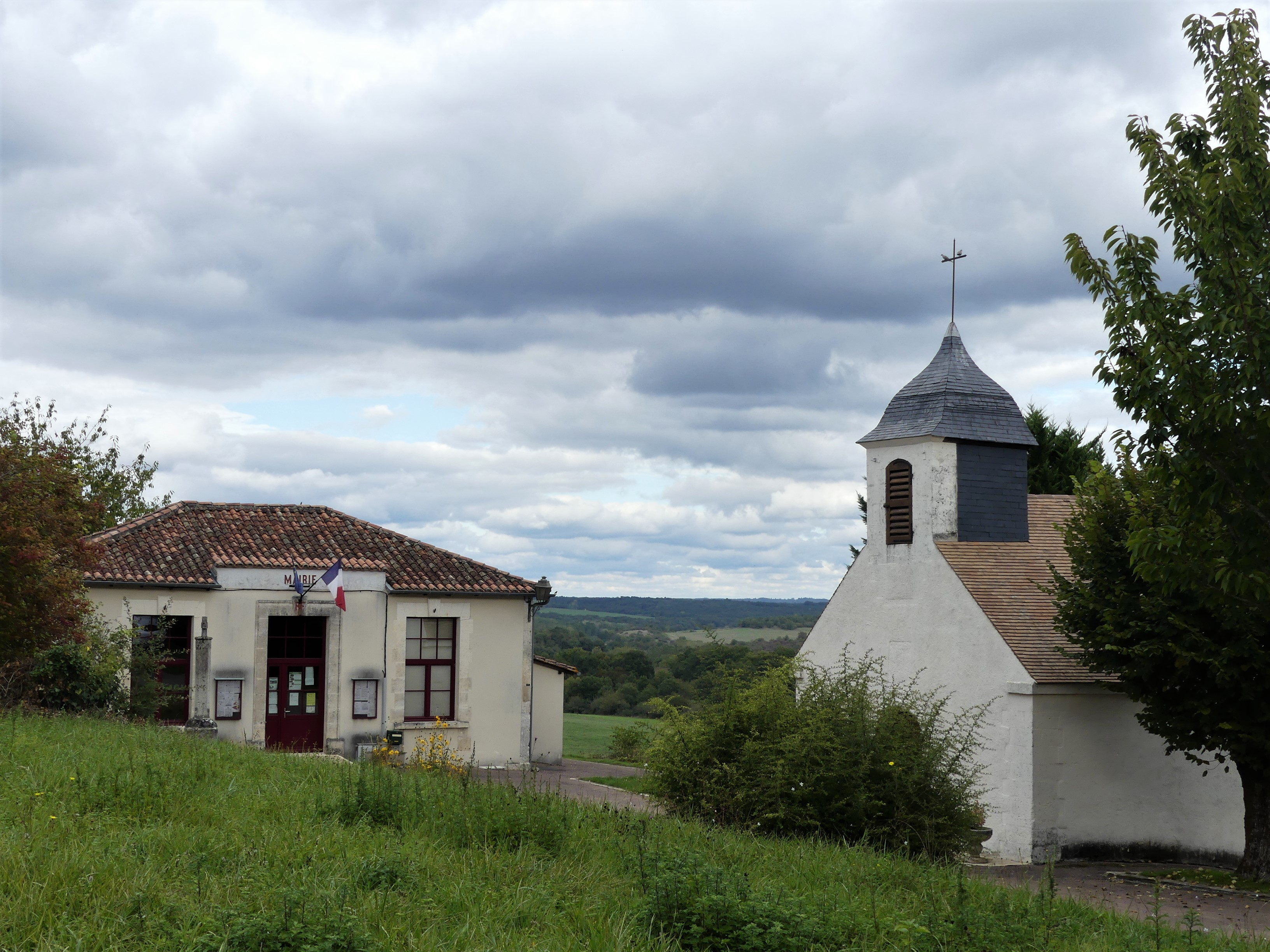
Rathaus und Kapelle in Puyrenier
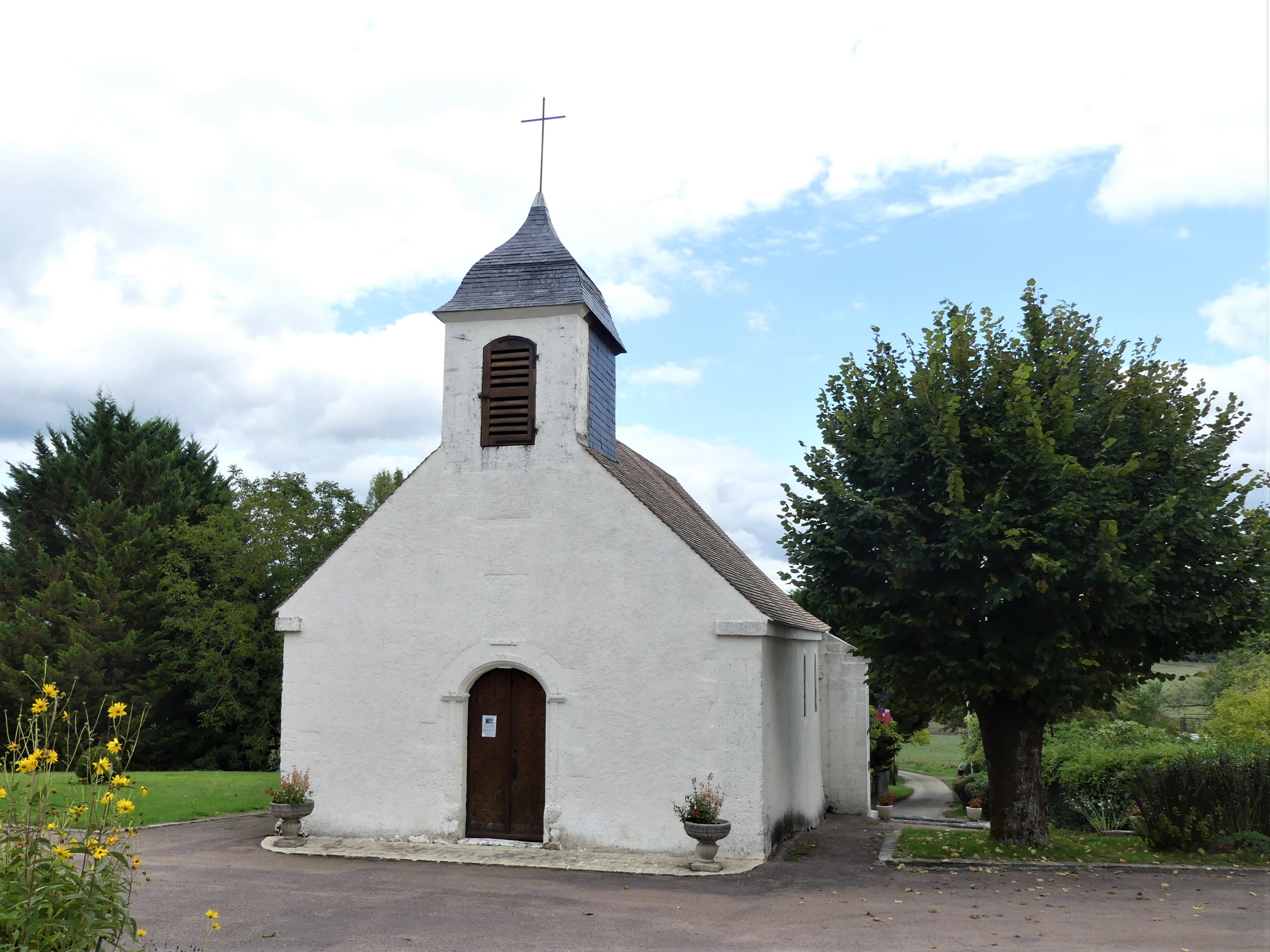
Die Kapelle Saint-Jean
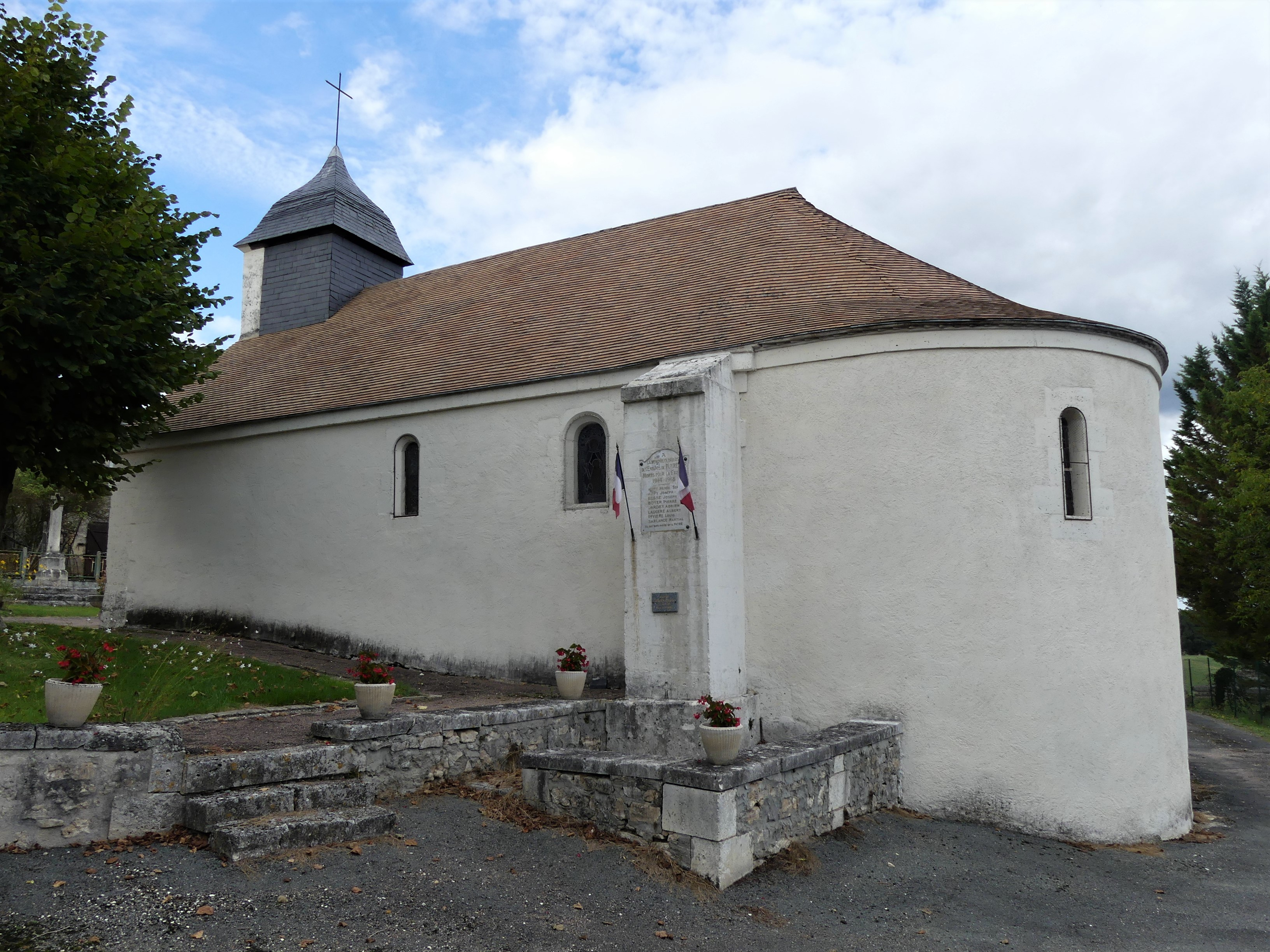
Rückseite der Kapelle mit Kriegerdenkmal
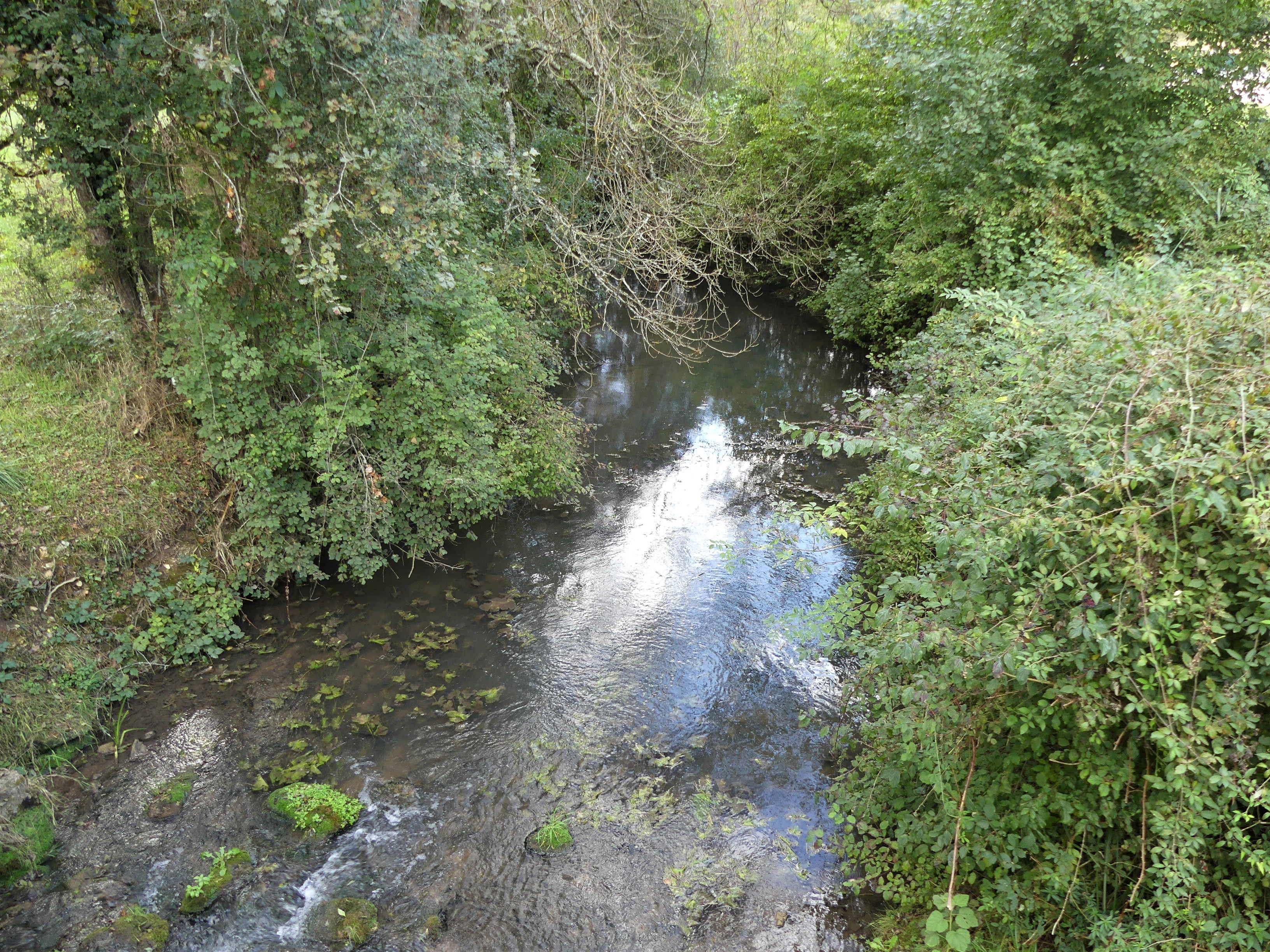
Die Nizonne unterhalb von Pont du Râteau
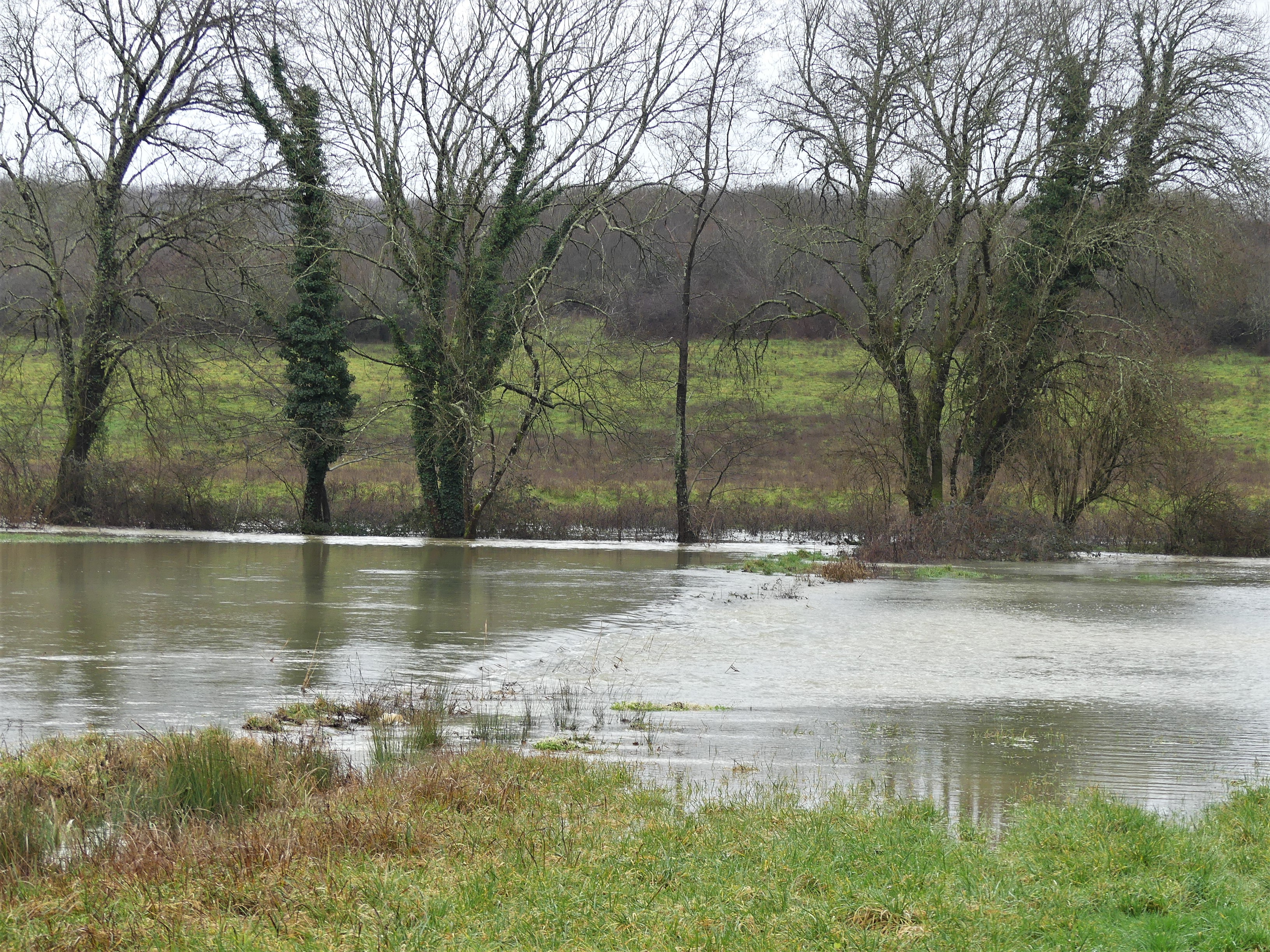
Überschwemmung der Nizonne im Februar 2021 bei Pronchère. Die Commune déléguée Puyrenier beginnt auf der anderen Seite.